# Johan 2. af Jerusalem
Johan 2. af Jerusalem (1259 eller ca. 1267 – 20. maj 1285 i Nicosia) var den ældste søn af Hugo 3. af Cypern og Isabella af Ibelin. Han efterfulgte sin far som konge af Cypern (som Johan 1.) den 24. marts og blev kronet i Hagia Sophia Katedralen (i dag Selimiye Moskeen) i Nicosia den 11. maj 1284. Hans arveret som konge af Jerusalem blev bestredet af Karl 1. af Sicilien, som også havde bekæmpet hans fars arveret. Johan døde den 20. maj det efterfølgende år uden at have giftet sig og efterladt sig børn. Han blev begravet i Skt. Demetrius kirken eller ifølge andre i Hagia Sophia Katedralen i Nicosia. Ifølge nogle forfattere blev han forgiftet af sine brødre, hvoraf den ene, Henrik 2., efterfulgte ham i Cypern og Jerusalem.